# Nagy Lajos Irodalmi és Művészeti Társaság
A Nagy Lajos Irodalmi és Művészeti Társaság egy irodalmi, művészeti és kiadói tevékenységet végző civil szervezet, amelyet 1987-ben alapított – többek között – Baranyi Ferenc, Földeák János, László Gyula, Molnár Géza, Nemes László, Simor András, Tabák András írók, valamint Tóth Gyula irodalomtörténész-kritikus és Dániel Mária képzőművész. 
A Társaság célja egy olyan alkotóművészeti közösség működtetése, amely – Nagy Lajos Kossuth- és többszörös Baumgarten-díjas író szellemi örököseként – feladatának tekinti a mindenkori magyar valóság ábrázolását, összefüggéseinek feltárását és annak saját alkotásokban való bemutatását, valamint a társadalmi igazságosság, a közösségi jólét, illetve az autonóm, képviseleti irodalom igényének szolgálatát. A Társaság működteti a Nagy Lajos Könyvkiadót, szellemi közösségben van az 1991 óta megjelenő és szerzőit is publikáló Ezredvég című kéthavi folyóirattal.
A Társaság munkáját évekig Szerdahelyi István esztéta-irodalomtörténész szellemi irányítása jellemezte. Jelenlegi elnöke Szepes Erika irodalom- és vallástörténész, alelnöke Köves István író-újságíró.

## Története

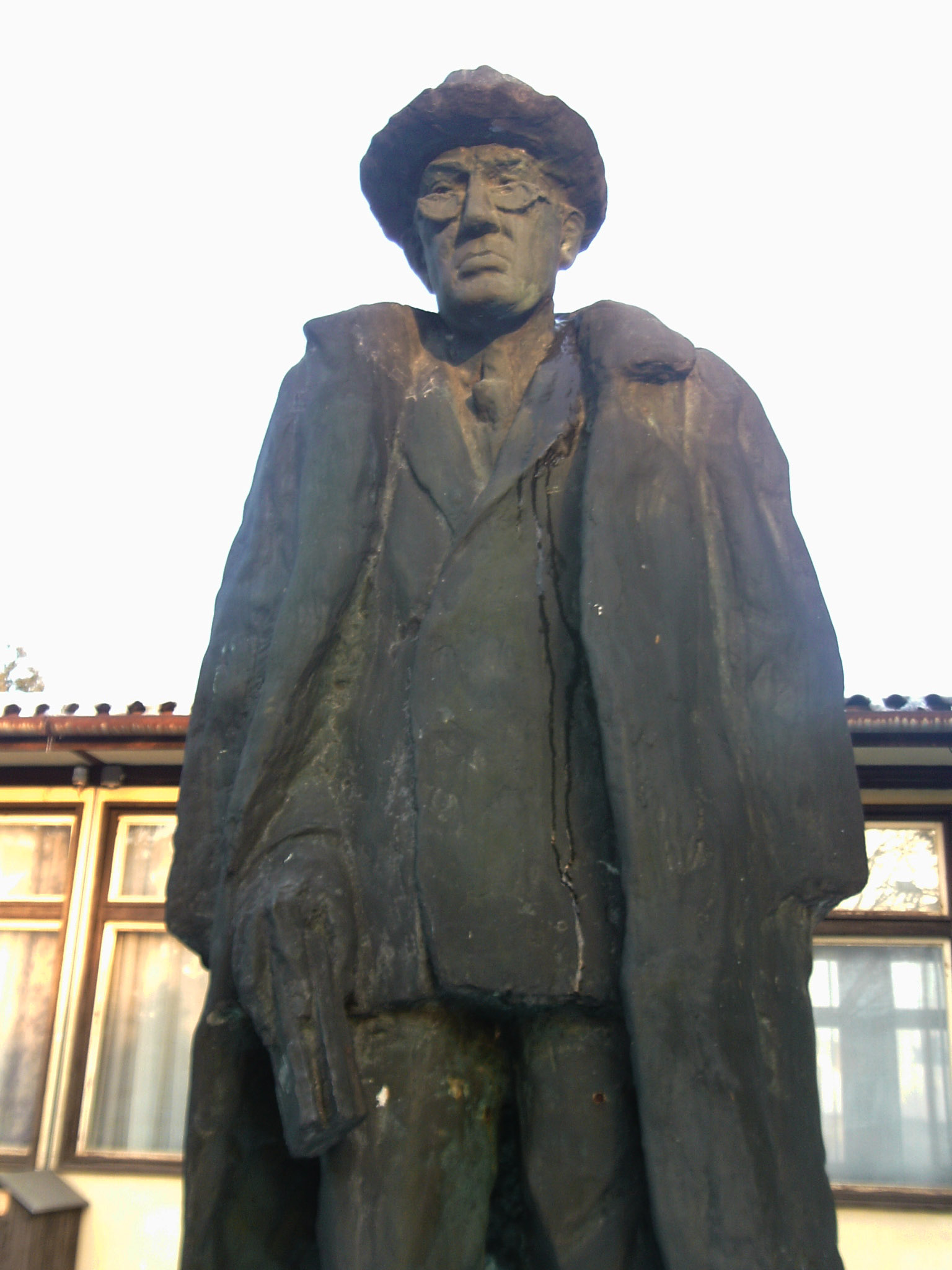
Nagy Lajos (1883–1954) Varga Imre által készített egész alakos szobra az író szülőfalujában, Apostagon

„Az 1956-os kataklizma után a betiltott, szétesett, régi írószövetség tagjai közül néhányan szükségét érezték, hogy újfajta, a szektás hibáktól megszabadult, a személyi kultuszos időszaktól elhatárolódó irodalmi csoportosulást hozzanak létre. […] A Belvárosi Kávéházban gyűltek össze hétről-hétre, ott alakult ki a törzsasztal. […] A kezdetektől jelenlévő Földeák János, Vértes György, Gerő János, E. Kovács Kálmán, Erdős László mellett (hogy csak néhány nevet említsünk az alapítók közül) a későbbiek során ott ült a törzsasztalnál Gerelyes Endre, Gáli István, Reményi Béla, Gereblyés László, Fodor József, F. Rácz Kálmán, Szüdi György, Darvas József, Dobozi Imre, Váci Mihály, Fábián Zoltán, Barabás Tibor – s a névsor még hosszan folytatható lenne. […] A társasághoz elmaradhatatlan kötődéssel tartozott az erzsébeti festő, Nolipa István Pál, valamint két művészeti író, Harsányi Zoltán és Koczogh Ákos.”
Miután az Írószövetség 1981-es közgyűlésén lehetővé vált a tagok számára az irányzatok szerint szerveződő irodalmi körök alakítása, aminek köszönhetően létrejött a Társaság elődje, a Nagy Lajos Irodalmi Kör Földeák János vezetésével; őt Barabás Tibor követte, majd annak 1984-es halálát követően Nagy Lajos egykori barátja, Tamás Aladár lett a Kör elnöke.
A Kör kezdeményezésére újították fel Nagy Lajos szülőfaluja, Apostag zsinagógáját, amelyet könyvtárként nyitottak újra; a helyreállítás 1988-ban Europa Nostra-díjjal ismerték el és az épületben azóta Nagy emlékkiállítása tekinthető meg.
1987. szeptember 17-én az Állami Gorkij Könyvtár dísztermében alakították meg a Nagy Lajos Irodalmi és Művészeti Társaságot, amelynek tiszteletbeli elnöke Tamás Aladár, elnöke Molnár Géza, főtitkára Tóth Gyula lett.

## Tevékenység
A Társaság hozta létre az évente odaítélt Nagy Lajos-díjat, valamint működésének kezdetén egyéves ösztöndíjakat, illetve jeligés próza- és verspályázatokat írt ki.
A Társaság fennállása során gyakran jelentkezett antológiákkal, a legutóbbi években már évkönyvszerű rendszerességgel mutatja be Kossuth- és József Attila-díjas alkotók mellett tehetséges fiatal, illetve újrakezdő szerzőket is magába foglaló tagsága alkotásait.

## Antológiák
- Látkép a hegyről (1989)
- Honnan hová (1992)
- Magyarnak számkivetve... (1995)
- Mert erősebb a dal (1997)
- Harc és játszma (1998)
- Kísértet és kelmeminta (2000)
- Morfondírozások kora (2004)
- Az esti tűznél találkozunk (2007)
- Rondó a vadonban (2013)
- Világárnyék (2014)
- Pengeélen (2015)
- Kedvesebb hazát (2016)
- Újrahasznosított haza (2018)
- Felemás korlát (2017)
- Csák Máté földjén (2019)